# Kupa (přítok Sávy)
Kupa (slovinsky Kolpa) je řeka v Chorvatsku a Slovinsku, dlouhá 292 km.

## Průběh toku
Pramení na chorvatském území, v jeho severozápadní části, v regionu Gorski Kotar. Poté tvoří slovinsko–chorvatskou hranici v délce asi 75 km, protéká hornatou oblastí. Ze Slovinska vytéká východním směrem, do Karlovace v Chorvatsku. Od něj dále na východ řeka protéká relativně nížinnou krajinou s bažinami. Ve městě Sisak se nakonec vlévá do Sávy. Kupa tvoří společně se Sávou a Dunajem severní hranici Balkánského poloostrova.